# Lâm Thị Thu Hồng
Lâm Thu Hồng tên đầy đủ là Lâm Thị Thu Hồng (sinh ngày 16 tháng 9 năm 1995) là một Á hậu, người mẫu người Việt Nam. Cô từng đạt được thành tích Top 5 Hoa hậu Biển Việt Nam Toàn cầu 2018. Cô được bổ nhiệm làm đại diện Việt Nam tại Hoa hậu Hoàn cầu 2022 và đăng quang ngôi vị Á hậu 4 cùng với giải phụ Trang phục dân tộc đẹp nhất.

## Tiểu sử
Thu Hồng tên đầy đủ là Lâm Thị Thu Hồng, sinh năm 1995 tại Vũng Tàu.

## Sự nghiệp
Năm 2022, cô là đại diện Việt Nam tại cuộc thi nhan sắc The Miss Globe 2022, Lâm Thu Hồng đã chọn di sản thiên nhiên thế giới Vịnh Hạ Long để thực hiện một bộ hình để quảng bá danh lam thắng cảnh Việt Nam. Người đẹp sinh năm 1995 cho biết, cô muốn được góp thêm một lời giới thiệu tới những người bạn quốc tế về kỳ quan của nước nhà thông qua cuộc thi này. Trước đó, người đẹp Vũng Tàu cũng đã tung bộ ảnh diện áo bà ba đón nắng sớm trên chợ nổi Cái Răng (Cần Thơ). Bộ ảnh này nhằm giới thiệu vẻ đẹp đăng trưng của vùng sông nước miền Tây đến bạn bè thế giới. Để chuẩn bị cho cuộc thi The Miss Globe 2022, Lâm Thu Hồng còn chăm chỉ luyện tập trình diễn trang phục, trau dồi ngoại ngữ, rèn luyện hình thể.

## Thành tích
- Top 5 Hoa hậu Biển Việt Nam Toàn cầu 2018
- Hoa hậu Hoàn cầu Việt Nam 2022
- Á Hậu 4 - Hoa hậu Hoàn cầu 2022
  - Giải phụ - Trang phục dân tộc đẹp nhất